# Liolaemus umbrifer
Liolaemus umbrifer este o specie de șopârle din genul Liolaemus, familia Tropiduridae, descrisă de Bernardo Espinoza în anul 2003. Conform Catalogue of Life specia Liolaemus umbrifer nu are subspecii cunoscute.